# Hexopetion
Genre
Hexopetion est un genre de palmiers, plantes de la famille des Arécacées.

## Liste d'espèces
Selon NCBI (8 juin 2013) et Tropicos (8 juin 2013) :
- Hexopetion alatum (H.F. Loomis) F. Kahn & Pintaud
- Hexopetion mexicanum (Liebm.) Burret